# حقیقت (روزنامه)
حقیقت (آواری: XӀакъикъат) پرمخاطب‌ترین و معروف‌ترین روزنامه و نشریه به زبان آواری در ناحیه داغستان در کشور روسیه است.

## نام‌های پیشین
- ۱۹۷۹-۱۹۱۸: XӀакъикъат (حقیقت)

- ۱۹۱۸-۱۹۲۰: ХӀалтӀулел чагӀи (مردم کارگر)

- ۱۹۲۰-۱۹۲۱: БагӀараб байрахъ (پرچم سرخ)

- ۱۹۲۱-۱۹۳۴: БагӀарал мугӀрул (کوه‌های سرخ)

- ۱۹۳۴-۱۹۵۱: МагӀарул большевик (بلشویک کوه‌ها)

- ۱۹۵۱-۱۹۵۷: Дагъистаналъул правда (حقیقت داغستانی)

- ۱۹۵۷-۱۹۹۰: БагӀараб байрахъ (پرچم سرخ)

از جمله نویسندگانی که روزنامه را منتشر کردند، رسول حمزتوف بود.